# Samaran, Gers
Samaran là một xã thuộc tỉnh Gers trong vùng Occitanie tây nam nước Pháp. Xã này có độ cao từ 218-333 mét trên mực nước biển.